# Марія Кантвелл
Марія Елейн Кантвелл (англ. Maria Elaine Cantwell; нар. 13 жовтня 1958, Індіанаполіс, Індіана) — американська політична діячка з Демократичної партії, сенаторка від штату Вашингтон з січня 2001 року.
Після закінчення школи в Індіанаполісі, вона навчалась в Університеті Маямі в Оксфорді, штат Огайо. Після отримання освіти, вона переїхала до Сієтла, штат Вашингтон, щоб працювати радником виборчої кампанії кандидата у президенти на праймериз Демократичної партії Алана Кренстона.
У 1986 році Кантвелл була обрана до Палати представників Вашингтона, де працювала до 1993 року. З 1992 по 1995 вона входила до Палати представників США. З 1995 по 2000 — віцепрезидентка з маркетингу Real Networks.
У січні 2022 проголосувала проти проєкту санкцій для газогону «Північний потік-2» як засобу запобігання російському вторгненню в Україну.